# Forcat de les Llaus
El Forcat de les Llaus és un indret del terme municipal de Conca de Dalt, al límit dels antics termes de Claverol, a l'enclavament dels Masos de Baiarri, i d'Hortoneda de la Conca, al Pallars Jussà. La meitat nord del Forcat de les Llaus pertany, a més, al terme de Baix Pallars, del Pallars Sobirà. Pertanyia al territori de Senyús.
Està situat al nord del terme municipal, en el punt d'afluència de la llau de Perauba en el barranc de la Torre de Senyús, donant pas amb aquesta unió a la llau de Castilló, després a la llau Fonda i, finalment, al barranc de l'Infern. Aquest topònim abraça també, en el seu extrem meridional, el punt on la llau de Perauba recull les aigües del barranc del Vinyal.
És al nord-est d'Hortoneda, al nord de Perauba, al nord-est de Senyús, al sud-est de Solduga i a migdia del Cap de Roques de Solduga.

## Etimologia
Deu el nom al fet de ser el punt d'unió (junyent, mesclants o entreforc) de dos corrents d'aigua de muntanya (llaus), però molt marcats en el territori i que, a més, separen territoris històrics i administratius. Aquest fet li dona un aspecte de forca.